# 四川裂瓜
四川裂瓜（学名：Schizopepon dioicus var. wilsonii）为葫芦科裂瓜属下的一个变种。

## 扩展阅读
- 維基物種上的相關：四川裂瓜